# Holýšov (hradiště)
Holýšov je pravěké hradiště u stejnojmenného města v okrese Plzeň-jih. Nachází se na vrchu Trný asi dva kilometry severovýchodně od města.

## Historie
Místo, kde se hradiště nachází, mívalo pomístní jméno U Zámku nebo Zámka a podle pověsti na něm stával středověký hrad. Dochované pozůstatky opevnění jsou pravěkého původu. Do osmdesátých let dvacátého století z lokality pocházely pouze nálezy atypických pravěkých střepů, které neumožnily přesnější datování existence hradiště. Teprve archeologický výzkum Dary Soukupové-Baštové na východním okraji hradiště odkryl zlomky keramiky a mazanice z pozdní doby halštatské.

## Stavební podoba
Hradiště se nachází na nižším ze dvou vrcholů vrchu Trný s nadmořskou výškou 509 metrů. V sedle mezi tímto a vyšším jižním vrcholem kopce (516 metrů) vede val. Před ním je příkop. Délka valu se uvádí 200–300 metrů nebo jen osmdesát metrů. Val vysoký na vnější straně tři až čtyři metry končí na východě u strmého skalnatého srázu, zatímco na západě klesá a postupně splývá s terénem. Asi třicet metrů za valem plochu hradiště dále člení a chrání přirozený skalní útvar.